# Венгринович Тирс Стефанович
Тирс Стефанович Венгринович (24 вересня 1924, Дрогобич — 23 травня 2002, Краків) — український художник-графік.

## Походження імені
У родині Венгриновичів була родинна традиція називати дітей візантійсько-руськими іменами, яку започаткував батько Тирса — греко-католицький священник о. Стефан Венгринович. Офіційно в документах Тирс Венгринович записаний під іменем «Тирсус». Це результат того, що чиновник, який оформлював посвідчення особи, не знав латини: він, прочитавши у метриці, виписаній у церкві, запис «Thyrsus», скопіював його.
Тирс мав брата Оріона, був дядьком Созонта, Софонії, Осії і Минодори, а пізніше — батьком Олімпія й Діоміра та дідом Нікона.

## Біографія
Тирс Венгринович народився 24 вересня 1924 року в місті Дрогобичі в сім'ї греко-католицького священника о. Стефана Венгриновича (1897—1954) та його дружини Софії (уродженка Опарівки). Зростав і виховувався майбутній художник у Сяніку. Коли в нього проявився художній талант, батько відвів його до свого друга, учителя малювання в гімназії Лева Ґеца — відомого після війни професора Академії мистецтв у Кракові, який давав Тирсові перші уроки і розгледів його талант. Крім цього, у майбутньому він підтримував Тирса в студентські роки, а згодом став його хорошим другом.
Під час війни Тирс навчався в українській гімназії в Ярославі. У 1942 р. здобув перше досягнення в малярстві: роботи прийняли на виставку у Львові. Після закінчення навчання 1944 р. Тирса відправили на примусові роботи. Його прийняли в будівельну компанію, де аж до кінця війни він копав протитанкові рови побіля Ченстохови, біля Кракова і в Чехії. Отримавши свободу, він попрямував на захід: з того шляху його завернули радянські танкісти. Іноді пішки, подекуди випадковими транспортними засобами Тирс прибув у своє рідне місто Сянік, але не залишився там надовго. Батька переселили, мати вирішила супроводжувати його на засланні. Його брат емігрував до Австралії. Тому, взявши участь у першій повоєнній художній виставці, Тирс вирушив до Кракова.
«Через українське походження й українську освіту в чоловіка були проблеми, — розповідала Софія Венгринович. — На щастя, в Академії мистецтв був Ґец. Він допоміг чоловікові зі вступом на навчання. Пізніше в його підтримці не було потреби, бо Тирс і сам чудово справлявся».
Протягом трьох років він займався живописом, але коли створили факультет графіки, перевівся туди й 1952 р. отримав диплом. У графіці він знайшов своє покликання. Хоч протягом 23 років, бувши співробітником відділу археології Малопольщі Польської академії наук у Кракові, він професійно займався чимось зовсім іншим: документував у рисунку археологічні розкопки. Тоді він жив у палаці в Іґолом'ї, де й зустрів свою майбутню дружину. Вони одружилися у церкві в Команчі.
Під час навчання, коли він брав участь у етнографічних таборах під керуванням професора Романа Райнфуса, Тирс пригледів собі місце проживання і навіть роботу: він хотів бути художником у Будинку культури в Криниці. Проте, коли він підтвердив перед потенційними роботодавцями свою українську національність, попередні домовленості було розірвано.
Надалі Тирс жив у Іґолом'ї, пізніше — у Кракові, і нарешті з 1979 р. в Дамицях у долині річки Длубні. Під час документування розкопків, що проводилися в сусідніх Івановицях, він пригледів земельну ділянку. Щоб втілити в життя мрію про будинок, він поїхав у США на запрошення українських еміґрантів: займався графікою, живописом, виставляв роботи, словом, сумлінно працював, щоб зібрати гроші для початку будівництва.
Після повернення додому він відмовився від посади керівника графічної майстерні відділу археології Малопольщі, але заощаджень на будинок не вистачило, тож він знову поїхав за океан на заробітки.

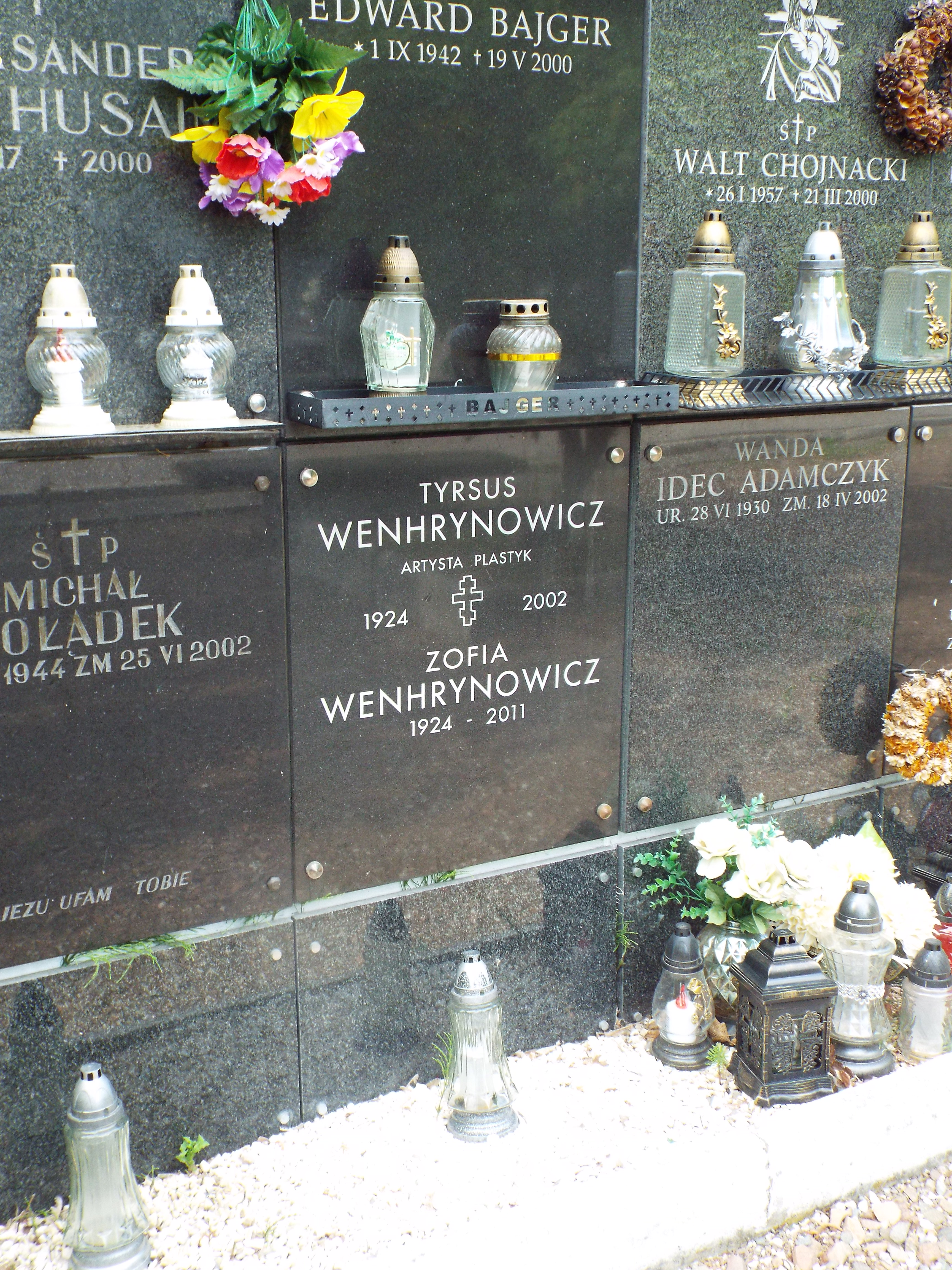
Поховання Тирса Венгриновича на Батовицькому цвинтарі у Кракові. Фото 2022 р.

Він спеціалізувався на екслібрисах і створив понад 600 таких символів. Венгринович представив їх на понад 50 індивідуальних і понад 500 колективних виставках у Польщі та за кордоном: в Англії, Австрії, Болгарії, Бельгії, Чехословаччині, Франції, Канаді, Норвегії, НДР, США, Швейцарії, Угорщині та Радянському Союзі. Крім цього він гравіював на дереві), займався живописом і врешті зацікавився мозаїкою.
Тирс Венгринович помер 23 травня 2002 року і похований на цвинтарі «Нові Батовиці» у Кракові на ділянці MUR A, seg.3, 24/I. Після себе залишив більше як тисячу робіт, самих лише екслібрисів нараховується понад 600. Його син Олімпій Венгринович передав багату колекцію графіки останніх років батька Історичному музеєві в Сяноці.

## Історія роду
Початок роду поклав англієць, художник, який під час шведських воєн опинився на польських землях. Однак про нього нічого не відомо. Перші підтверджені відомості — про Філарета. Він був професійним скарбником у маєтках, зокрема в Сяноці, Півничній, Перемишлі, Дзвинячі-Горішньому над Сяном і Дидьовій; певний період під час будівництва залізничного тунелю в Лупкові він працював наглядачем за кіньми, якими вивозили землю і каміння.
Син Філарета Володимир (1867—1947), який народився 1867 р. у Дзвинячі, вибрав шлях священства. Він здобув освіту в Перемишлі та Львові, 1891 р. прийняв духовний сан. Проводив душпастирську діяльність у Кривому поблизу Тісни, Опарівці, Хижинці, Наконечному, Тарнаві-Нижній і Вановицях біля Самбора, де він і помер 1947 р. Був інтернований 1919 р. в таборі у Домб'ї біля Кракова.
Нащадок Володимира Стефан (1897—1954) народився 1897 р. в Хижинці. Закінчивши Львівську духовну семінарію, він став добровольцем Української галицької армії, пізніше головним чином працював греко-католицьким законовчителем: спочатку в гімназії в Дрогобичі, пізніше — в Сяноці. В останньому він долучився до створення музею товариства «Лемківщина» (співзасновником якого був також Володимир) і брав активну участь у розвитку духовного життя українського суспільства. Він також був активістом «Пласту». Під час війни служив шкільним інспектором у Сяноці і священником у дивізії «Галичина», за що після вторгнення радянських військ Стефан заплатив виселенням із Сянока в Самбір, а потім (цього разу за відмову прийняти православ'я) до Хабарівського краю в Сибір. Там 1954 р. у селі Джонка він помер.